# 临潭县
临潭县是中华人民共和国甘肃省甘南藏族自治州下属的一个县。当地信仰基督教的有2300多人，而藏传佛教和伊斯兰教分别有1.6万人和2.7万人的信仰者。

## 行政区划
临潭县下辖11个镇、3个乡、2个民族乡：
城关镇、新城镇、冶力关镇、羊永镇、王旗镇、古战镇、洮滨镇、八角镇、流顺镇、店子镇、羊沙镇、术布乡、卓洛回族乡、长川回族乡、三岔乡和石门乡。

## 历史沿革
唐为洮州，中唐平定藩镇之乱，再造唐社稷的李晟、李愬父子出身于此。明为洮州卫，清为洮州厅。民国后改为临潭县。明清州治为新城。民国时县府在新城，1953年县府迁旧城（现城关镇）。由于县府迁移的原因，建于明代的新城洮州卫城躲过四九年后的激进革命和无序建设，得以残存。卫城城桓建筑及官舍毁于自清末同治回族穆斯林叛乱以来的战乱，钟楼毁于文革。